# La grande notte della boxe
La grande notte della boxe è stato un programma televisivo italiano in onda tra il 2015 ed il 2016 su Deejay TV e Nove con il commento di Fabio Panchetti ed Alessandro Duran.
Il programma, che tratta le vicende della boxe, è andato in onda dal 2 maggio 2015 in diretta ogni sabato in seconda serata dalle ore 23.00 alle 24.00.
Nella notte tra il 2 e il 3 maggio 2015 viene trasmesso il primo incontro della La grande notte della boxe, ovvero l'incontro di boxe del secolo tra Floyd Mayweather Jr. e Manny Pacquiao commentato da Panchetti e Duran.
Il 26 marzo 2016 è andata in onda l'ultima puntata del programma, che ha trasmesso un match per il titolo WBA tra Jürgen Brähmer e Eduard Gutknecht. Successivamente, a causa dei bassi ascolti, il canale ha deciso di non rinnovare la programmazione.

## Edizioni
| Edizione | Canale           | Inizio        | Fine          | Conduzione      |
| -------- | ---------------- | ------------- | ------------- | --------------- |
| 1ª       | Deejay TV e NOVE | 2 maggio 2015 | 26 marzo 2016 | Fabio Panchetti |